# Абдулфаттах Асири
Абдулфаттах Асири (араб. عبد الفتاح عسيري‎; род. 26 февраля 1994, Хамис-Мушаит, Асир) — саудовский футболист, полузащитник клуба «Аль-Холуд».
С 2014 по 2019 год выступал за сборную Саудовской Аравии.

## Клубная карьера
Абдулфаттах Асири начинал свою карьеру футболиста в клубе «Аль-Иттихад» из Джидды. 25 января 2013 года он дебютировал в саудовской Про-лиге, выйдя в основном составе в гостевом матче против «Аль-Фейсали». Спустя 5 дней Абдулфаттах Асири забил свой первый гол на высшем уровне, открыв счёт в домашнем поединке с «Хаджером». 24 апреля 2016 года в игре всё с тем же «Хаджером» он сделал дубль.
Летом 2016 года Абдулфаттах Асири перешёл в другой клуб из Джидды «Аль-Ахли».

## Карьера в сборной
24 мая 2014 года Абдулфаттах Асири дебютировал в составе сборной Саудовской Аравии в товарищеском матче в Испании против команды Молдовы, выйдя на замену в середине второго тайма. Он также принимал участие в матчах отборочного турнира чемпионата мира 2018 года.

## Достижения
«Аль-Иттихад»
- Обладатель Кубка короля Саудовской Аравии: 2013